# 鄂毕-额尔齐斯州
鄂毕-额尔齐斯州是苏联俄罗斯苏维埃社会主义联邦共和国在1934年设立的一个州。州府在秋明。
州名中的“鄂毕”，是指鄂毕湾，不是指鄂毕河，二者在俄语中拼写不同。

## 历史
1934年1月17日，乌拉尔州被一分为三，分别设立斯维尔德洛夫斯克州、车里雅宾斯克州、鄂毕-额尔齐斯州。 
1934年12月7日，撤销鄂毕-额尔齐斯州，地域划给新设立的鄂木斯克州。